# 5704 Schumacher
5704 Schumacher eller 1950 DE är en asteroid i huvudbältet, som upptäcktes 17 februari 1950 av den tyske astronomen Karl Wilhelm Reinmuth i Heidelberg. Den har fått sitt namn efter den dansk-tyske astronomen Heinrich Christian Schumacher.
Asteroiden har en diameter på ungefär 23 kilometer.